# 绿豆粉
綠豆粉，銅仁市區稱鍋巴粉，是貴州北部（包括舊思南府、銅仁府、石阡府地區）及周邊地區的一種特色粉條食品，常見的食用方法為用整張麵皮裹醬料食用或者水煮後加湯食用。

## 製作方法
綠豆粉原料是綠豆、黃豆、大米。把綠豆、黃豆、大米按一定比例在水中浸泡半天後磨成漿，漿液用大鍋烙熟成薄餅狀，可以就熱做裹卷，也可以等冷卻後切成寬粉儲存。綠豆粉的顏色為淡黃色，一些人爲了追求美觀也會在漿液中加入青菜汁做成淡綠色的綠豆粉。

## 烹调方法
綠豆粉的食用方法主要分為裹卷、水煮兩種。
- 裹卷: 把剛出鍋的薄餅抹上辣椒醬或其他醬料，包上自己喜歡的食材捲起來食用。
- 水煮：把薄餅切成粉條狀，放入滾水中煮，再放入碗中後加入臊子，蔬菜和甜麵醬等調料食用。也用把綠豆粉放入豆漿中食用的。